# Bupalus albida
Bupalus albida är en fjärilsart som beskrevs av Barend J. Lempke 1970. Bupalus albida ingår i släktet Bupalus och familjen mätare. Inga underarter finns listade i Catalogue of Life.